# Potstal

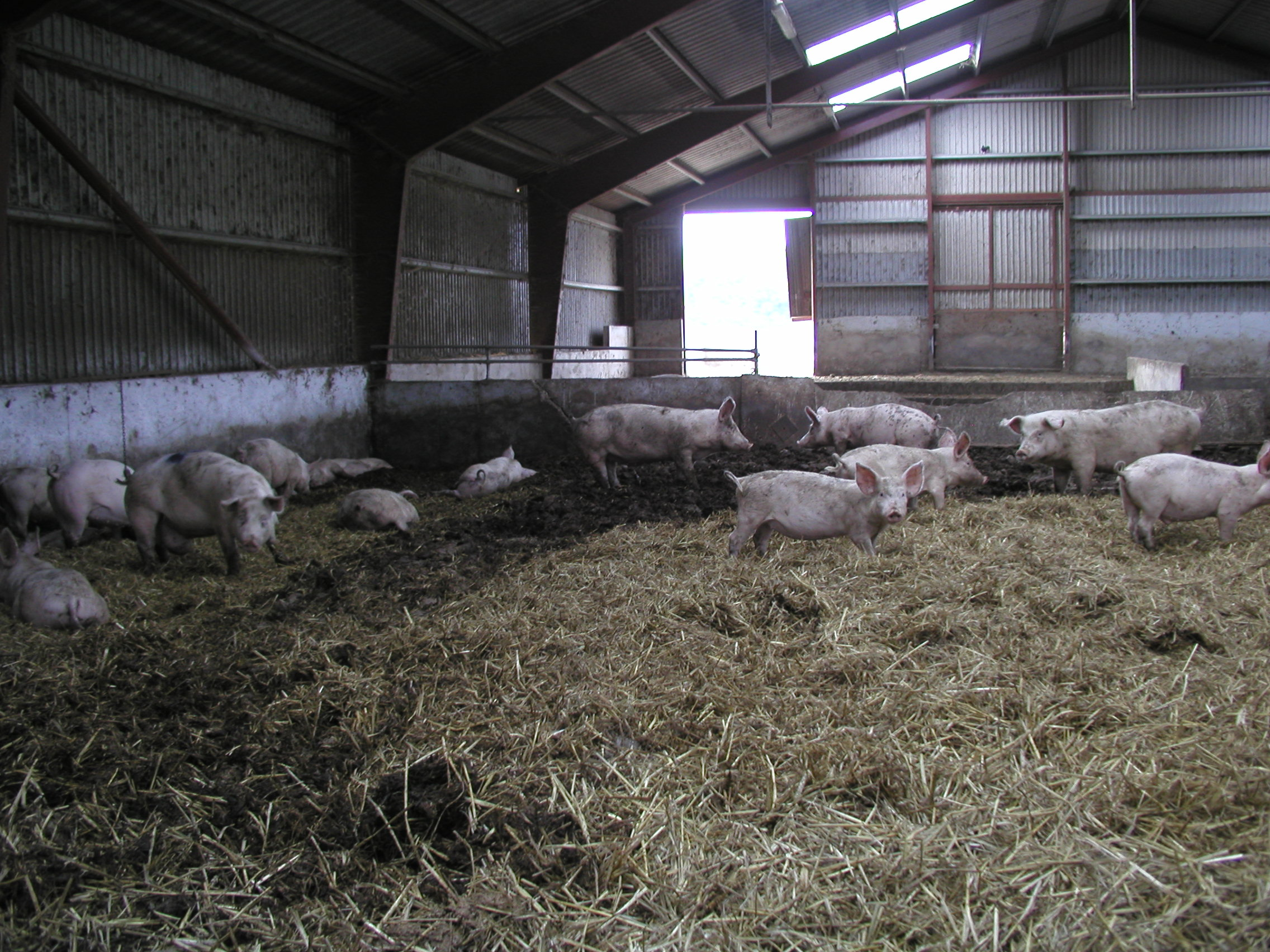
Varkens in een moderne potstal

Een potstal is een stal waarin de mest wordt opgepot. Op gezette tijden wordt de mest bedekt met een nieuwe laag strooisel. Door deze manier van werken komt het vee steeds hoger te staan. Als het mengsel van mest en stro een bepaalde hoogte heeft bereikt, wordt de stal geleegd. De ondertussen goed aangestampte en gerijpte mest wordt verspreid over de akkers. Dit systeem van bemesting wordt wel een potstalcultuur genoemd.
In Nederland en België werd het vanaf de middeleeuwen veelvuldig toegepast. Van de heide gestoken plaggen werden uitgespreid in een stal met verdiepte bodem waarin gedurende de wintermaanden het vee verbleef. De stal werd in het voorjaar leeggehaald, waarna de mest werd gebruikt om de esgronden vruchtbaar te maken. In de loop van de tijd zijn zo de enkeerdgronden ontstaan.
Door het intensief afplaggen van de heide ontstonden op veel plaatsen stuifzandvlaktes.

## Moderne stallen
Het principe van de potstal wordt nog steeds toegepast. Traditionele stallen zijn te vinden in schaapskooien en bij de biologische veehouderij. Ook in de grootschalige melkgeitenhouderij wordt voor het overgrote deel het potstal-systeem gebruikt.
In de paardenhouderij wordt in een potstal soms stro toegepast, maar vaker vezelhennep of vlas. In zogenoemde schuilstallen voor paarden die het gehele jaar, of een groot deel ervan, buiten lopen zorgt de broeiende mest voor wat verwarming.